# 瑞兆
瑞兆（ずいちょう）は、良い事が起こる前兆。吉兆。吉事の前兆を示唆するとされる気象、品物、事象など。逆は凶兆。

## 概要
本来、瑞兆は字義通り「嘉祥な物事の予兆」という意味であるが、歴史上では後に権力を得た者の出生時などに起こったとされることが多い。
古来、為政者は「天意により選別された神聖な存在」であることが権威の維持に必要であったため、その懐妊、出生および成長の途中で常人に起こらない嘉祥の特異な事象が発生したとすることでこの要件を満たそうとし、また自らが政権を得るための根拠とした。歴史書における瑞兆の記載は、ほとんどが後世の人間の筆によるものなので、その大半は創作か、あるいは真実であっても偶然であることは疑いが無いが、中には王莽のように、瑞兆を偽造して世論を誘導し、自らが帝位を襲う根拠の一つとした者もいる。
このような「瑞兆伝説」ともいえる脚色は、出自の身分が低かったとされる権力者、権威者において特に顕著で、その出生を糊塗するために利用された。
中でも漢の高祖における白蛇退治伝説、豊臣秀吉の懐妊時、母親である大政所の体内に太陽が入ったとされる日吉丸伝説などは有名である。
また瑞兆のうち甘露は唐代、甘露の変と称される宦官誅滅未遂事件の口実に使われた。
なお、古来より瑞兆とされるものには以下のようなものが挙げられる。
- 竜、鳳凰、麒麟など伝説の生物の出現
- 鶴、亀など吉祥とされた生物の出現
- 甘露など伝説上の品物の出現、原因不明の芳香
- 彩雲、新星など特異な気象、自然現象の発生
- 玉、貴金属など希少な品物の発見、発掘
- 吉夢